# 포질 무사예프
포질 무사예프(1989년 1월 2일 ~ )는 우즈베키스탄의 축구 선수이다. 포지션은 미드필더와 수비수이며 현재 J1리그의 주빌로 이와타에서 뛰고 있다.

## 선수 경력

### 클럽 경력
2007년 나사프 카르시에서 프로 축구 선수로 데뷔했다.
2013년 1월 FC 부뇨드코르로 이적했다. 반 시즌 후 카타르의 무아이다르 SC에 입단했다.

### 국가대표 경력
그는 2009년 2월 1일 아제르바이잔 축구 국가대표팀과의 친선 경기에서 우즈베키스탄대표팀에 데뷔했다.
2019년 AFC 아시안컵에 참가하는 우즈베키스탄 축구 국가대표팀의 일원으로 선발되었다.

## 통계
| 우즈베키스탄 | 우즈베키스탄 | 우즈베키스탄 |
| 연도         | 출전         | 골           |
| ------------ | ------------ | ------------ |
| 2009         | 1            | 0            |
| 2010         | 0            | 0            |
| 2011         | 0            | 0            |
| 2012         | 8            | 0            |
| 2013         | 3            | 0            |
| 2014         | 6            | 0            |
| 2015         | 2            | 0            |
| 2016         | 0            | 0            |
| 2017         | 0            | 0            |
| 2018         | 1            | 0            |
| 2019         | 2            | 0            |
| 합계         | 23           | 0            |

## 수상

### 팀
- 우즈베키스탄 슈퍼리그 우승: 2014
- 우즈베키스탄 슈퍼리그 준우승: 2011
- 우즈베키스탄컵 준우승: 2012
- AFC컵 우승: 2012
- 이란 프로리그 우승: 2014-15